# 学習科学
学習科学（がくしゅうかがく）とは学習についての科学である。「学習学」という用語も用いられるが、学習学の語は、特に学習者の主体性に重きを置いた場合に用いられることが多い。

## 概要
学習科学は、認知心理学や脳科学の知見を基礎にしつつ、効率的な学習のあり方などを研究する学問である一方で、学習者の主体的な取り組みを重視することの重要性にかんがみて、近年盛んになりつつある。基礎的な単純化した学習の研究から、実際に行われる複雑な学習の研究に至るまで、対象は幅広い。
教師・保護者などの視点から見た学問である教育学とは視点が異なるものの、一部の研究分野が教育学と重なり合うこともある。